# سكوالين
السكوالين (Squalene) هو مركب ذو كثافة قليلة (كثافة نوعية ~ 0.86) يوجد في الأسماك الغضروفية مثل القرش، التي تفتقد إلى مثانة سباحة وبالتالى يجب عليها أن تعوض ذلك بتقليل كثافة أجسامها بالدهون والزيوت. ويساعد السكواين أيضا في ذلك. ويتم حفظ السكوالين بصفة عامة في الكبد (ولذلك يسمى "زيت كبد القرش"). كما يتواجد السكوالين أيضا بكميات قليلة في جسم الإنسان، عند تحول الكوليستيرول إلى دهون. وهو الاسم العلمي لزيت الأنف.

تمثيل مبسط لطريق اصطناع الستيرويد بوجود كل من المركبات الوسيطة: بيروفوسفات إيزوبنتيل IPP، بيروفوسفات ثنائي ميثيل أليل DMAPP، بيروفوسفات غيرانيل GPP، والسكوالين. بعض المركبات الوسيطة لم تعرض